# محطة قطار الجلفة
محطة الجلفة هي محطة قطار جزائرية تقع في إقليم بلدية الجلفة ، بولاية الجلفة .

## موقع في السكك الحديدية
تقع المحطة على ارتفاع 1 195 م فوق سطح البحر، عند نقطة الكيلومتر (PK) 143 من الخط الممتد من بوغزول إلى الأغواط ، حيث تسبقها محطة حاسي بحبح وتتبعها محطة سيدي مخلوف.قالب:Début d'illustration
| ملف:قالب:Géolocalisation/Réseau ferroviaire de la wilaya de Djelfa قالب:Géolocalisation |

قالب:Fin d'illustration

## تاريخ المحطة

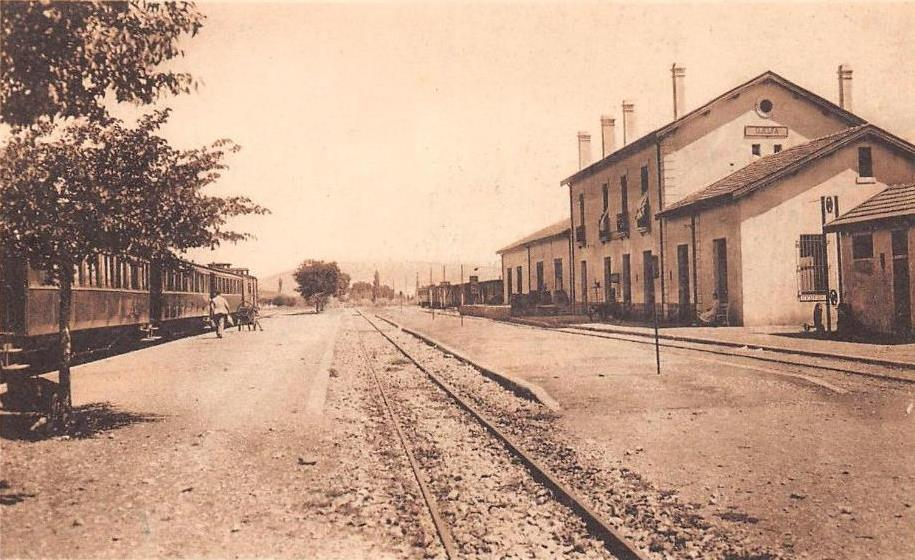
محطة الجلفة القديمة في بداية العشرين قرن.

إشتغلت المحطة في 29 أكتوبر 2023 أثناء افتتاح خط بوغزول-الأغواط,.

## خدمة الركاب

### خدمة
تخدم محطة الجلفة القطارات الإقليمية:
- بوغزول - الأغواط؛
- الجلفة - الأغواط.

## مَعرض الصور

اختيار المشاهدات
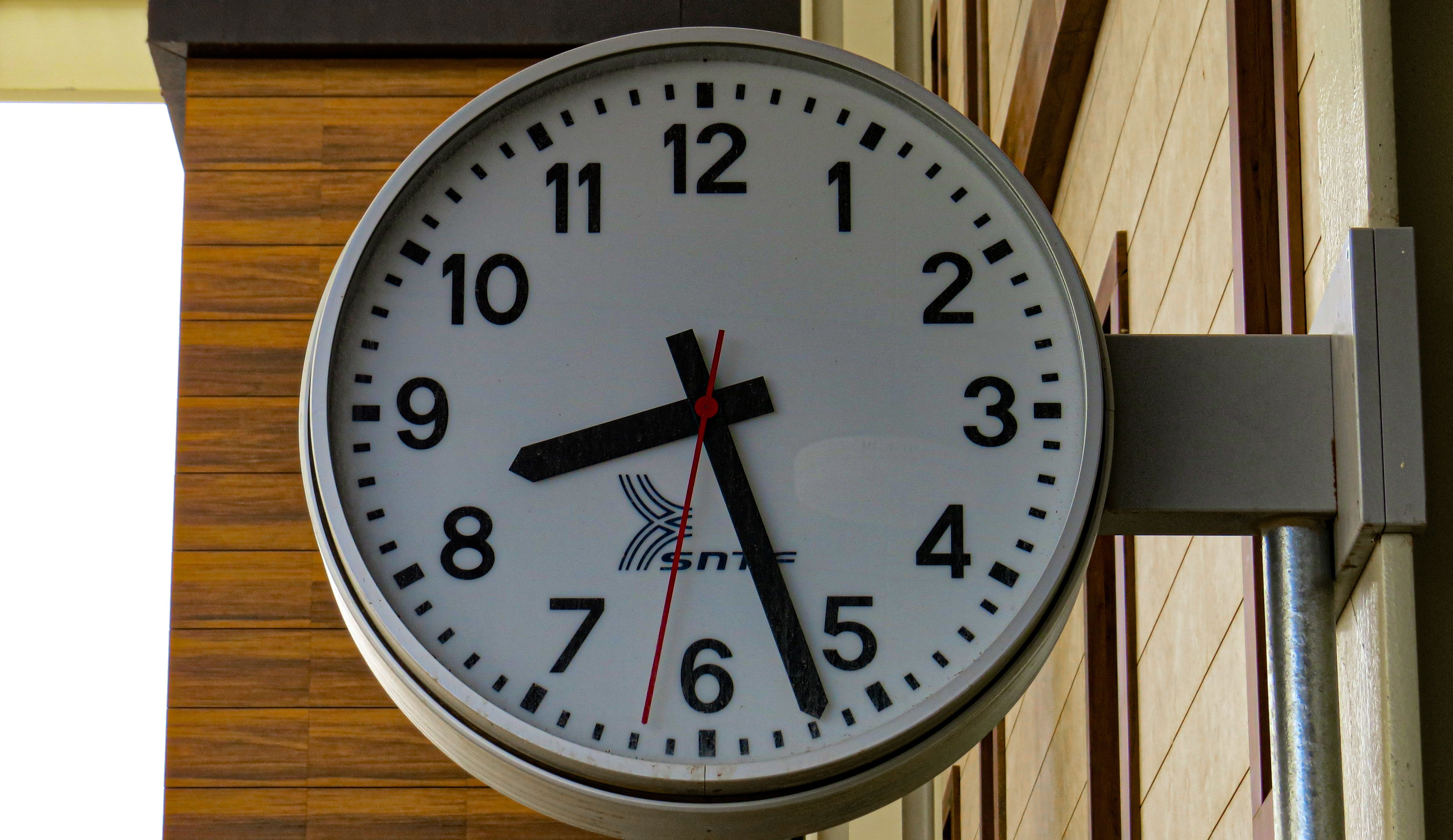
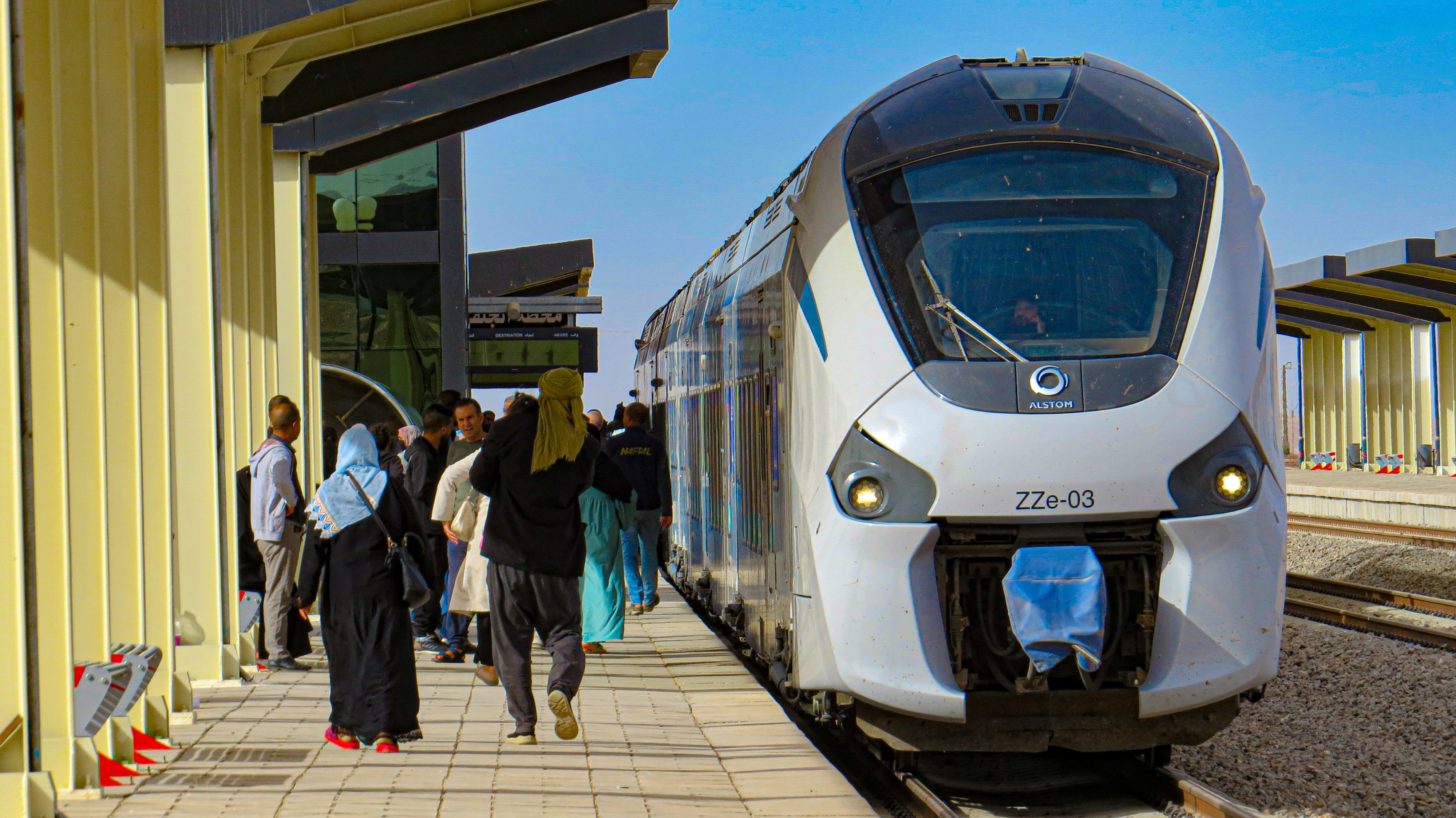
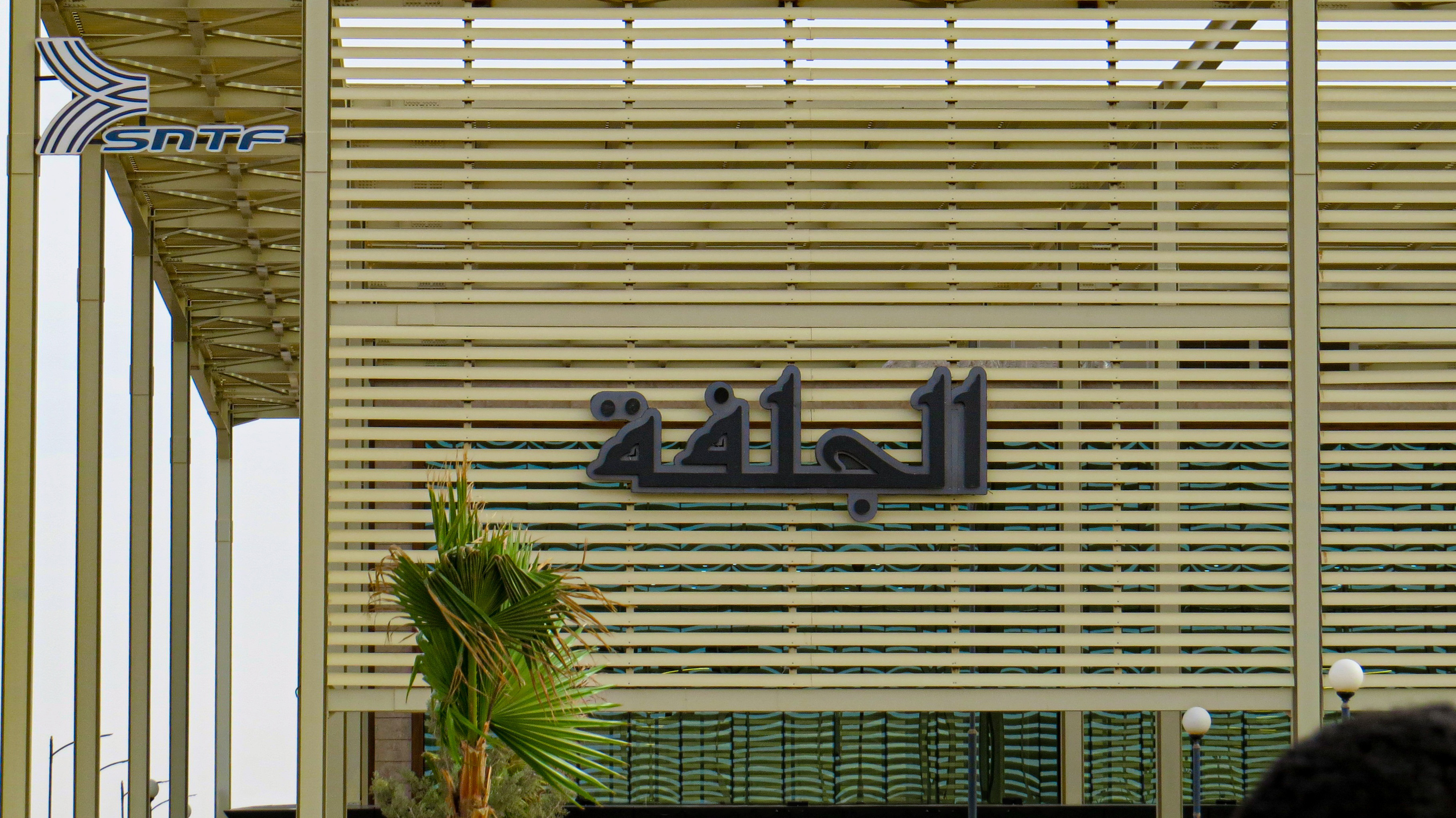

## المٌلاحظات والمراجع
1. ↑  "Transport ferroviaire : lancement de la nouvelle desserte Laghouat-Boughezoul". aps.dz. 30 octobre 2023. مؤرشف من الأصل في 2023-11-03. اطلع عليه بتاريخ 2 novembre. {{استشهاد ويب}}: تحقق من التاريخ في: |تاريخ-الوصول= (مساعدة).
2. ↑  Ecofin, Agence. "Algérie : le président Tebboune lance officiellement la ligne ferroviaire Boughezoul-Djelfa-Laghouat". Agence Ecofin (بfr-fr). Archived from the original on 2023-12-09. Retrieved 2023-11-15.{{استشهاد ويب}}:  صيانة الاستشهاد: لغة غير مدعومة (link)

## أنظر أيضا

### مَقالات ذات صلة
- خط من بوغزول إلى الأغواط
- قائمة محطات القطارات في الجزائر

### رَوابط خارجية
- "SNTF". Société nationale des transports ferroviaires (SNTF). مؤرشف من الأصل في 2025-06-02..

قالب:Desserte gare/début
قالب:Desserte gare
قالب:Desserte gare
قالب:Desserte gare/fin